# Elsa Gullberg
Elsa Gullberg, född Svensson 14 mars 1886 i Malmö Sankt Petri församling, Malmö, död 1 mars 1984 i Vaxholms församling, Stockholms län, var en svensk inredningsarkitekt och textilformgivare.
Hon var mor till formgivaren och arkitekten Bengt-Johan Gullberg.

## Biografi

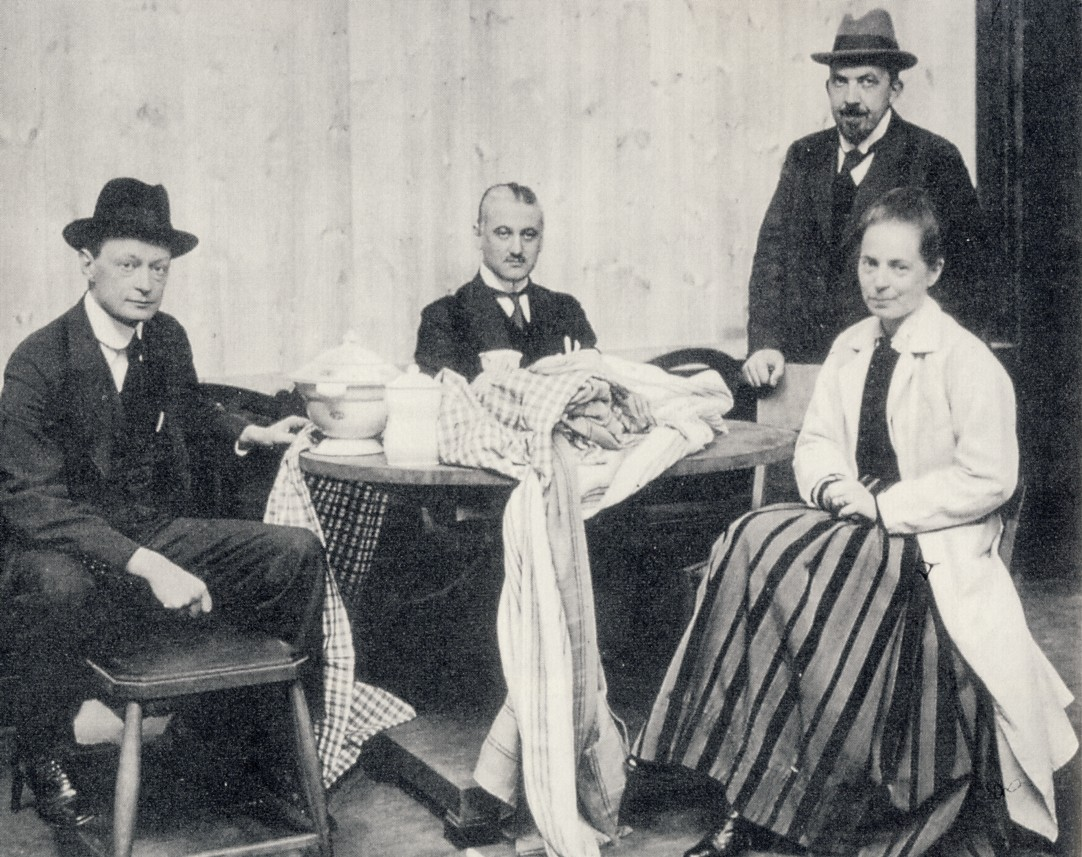
Hemutställningen 1917, från vänster: Erik Wettergren, August Nachmanson, David Blomberg och Elsa Gullberg.

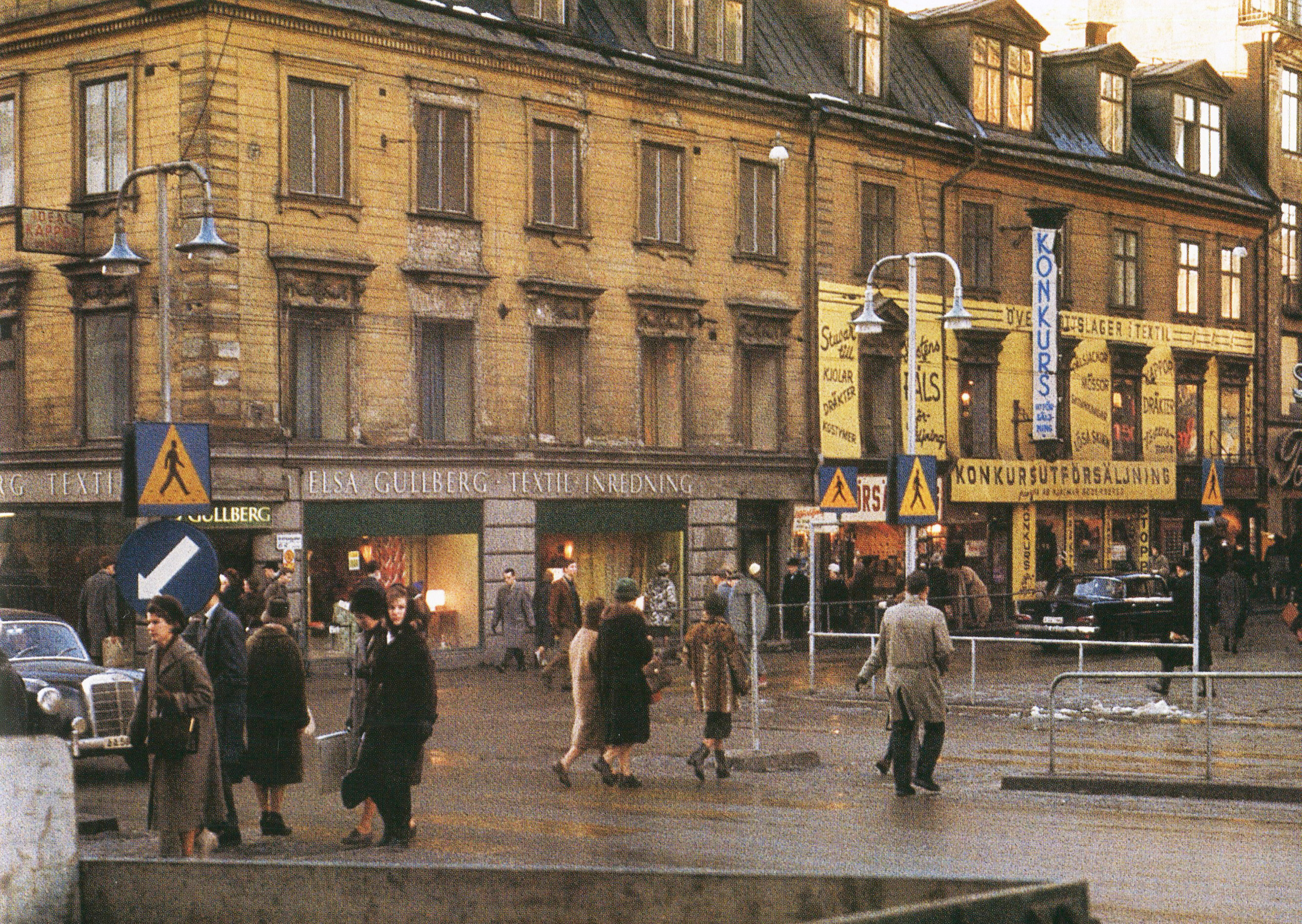
Elsa Gullbergs inredningsaffär 1962.

Gullberg växte upp i en borgerlig familj som äldsta barnet i en skara av fem barn, i Malmö. I tonåren gick hennes fars affärsverksamhet i konkurs och deras hem gick på auktion. Då han var på väg att återhämta sig avled han hastigt då Elsa Gullberg var sjutton år. Hon hade haft för avsikt att utbilda sig till läkare, men tvingades nu hitta en snabbare försörjningsväg.
Hon kom till Stockholm för att utbilda sig till teckningslärare påTekniska skolan, varefter hon tog anställning som Lilli Zickermans medhjälpare på Föreningen för Svensk Hemslöjd. Zickerman inventerade allmogetextilier över hela landet, och fick där sina grundläggande kunskaper om textilier. Arbetet gav henne även möjlighet att spara ihop pengar för studier utomlands. År 1909 var hon i Paris och London, och 1913 vid Deutscher Werkbund och Deutsche Werkstätten Hellerau.
Här kom hon i kontakt med de nya idéerna om att skapa industriellt framställda varor vars kvalitet kunde mäta sig med de hantverksmässigt tillverkade varorna. År 1917 engagerades Gullberg av Svenska Slöjdföreningen (numera Svensk Form) att omsätta dessa idéer i praktiken. Slöjdföreningen satte upp en förmedlingsbyrå för att styra ut konstnärer till industrin, och Gullberg blev byråns föreståndare. Tillsammans med Erik Wettergren förmedlade hon Edward Hald till Rörstrands porslinsfabrik, Wilhelm Kåge till Gustavsbergs porslinsfabrik, Edvin Ollers till Kosta glasbruk och Arthur Percy till Gefle porslinsfabrik. Till Kåbergs tapetfabrik förmedlade hon Carl Malmsten, Gunnar Asplund och Uno Åhrén att göra mönster.
Själv startade hon en provvävnadsanstalt för maskinvävda tyger med tanken att överföra "handarbetets princip till maskinverksamheten". Ett viktigt resultat av verksamheten blev Hemutställningen 1917 i Liljevalchs konsthall på Södra Djurgården, som gjorde Gullberg till en ledande person inom Stockholms estetiska kretsar.
När Ivar Tengboms konserthus skulle inredas 1924–1926 fick Elsa Gullberg uppdraget att leverera textilierna, och det var hon som lät väva Einar Forseths hängtäcken för lokalen. När Tändstickspalatset (även det ritat av Tengbom) inreddes, var det Gullberg som utförde textilierna, ritade av Carl Malmsten och Alf Munthe.
År 1927 startade Gullberg företaget Elsa Gullbergs Textil och Inredningar AB, som räknas till en av Sveriges första moderna inredningsföretag. Från 1932 hade Elsa Gullberg en försäljningslokal i ett funkishus i (dåvarande) Hamngatsbacken i hörnet av Regeringsgatan. Medan vissa konstnärer och arkitekter som Carl Malmsten förfasade sig i samband med funktionalismens genombrott 1930 tog Gullberg det hela med ro, och lyckades förena funktionalismen med en traditionsbaserad stil. På Stockholmsutställningen 1930 deltog hon med gobelängerna Svarta Diana ritad av Nils Dardel och Korsfästelsen av Märta Afzelius. Med hjälp av Richard Künzl från Wien kom hon 1935 att bli den första i Sverige att handtrycka med filmtryck.
Elsa Gullberg ritade många av firmans mönster själv. Dessutom var från 1928 Märta Afzelius anställd. Vid sidan av Gullberg själv kom dock firmans främsta mönster att utföras av Arthur Percy och Vicke Lindstrand.
Bland Gullbergs egna mönster märks textilier som möbeltyget "Flamviggar" (1927), bordsduken "Prickduken" (1934) och tygtryck "Liljor" som visades på världsutställningen i  New York 1939. Gullberg deltog även i många offentliga projekt, bland annat Stockholms konserthus (1925), M/S Kungsholm (1928), Göteborgs rådhus (1937) och Malmö Stadsteater (1944). Gullberg finns representerad vid Nationalmuseum i Stockholm och Röhsska museet i Göteborg.